# Asperula minima
Asperula minima är en måreväxtart som beskrevs av Joseph Dalton Hooker. Asperula minima ingår i släktet färgmåror, och familjen måreväxter. Inga underarter finns listade i Catalogue of Life.